# Сьвішеви
Сьвішеви (пол. Świszewy) — село в Польщі, у гміні Ізбиця-Куявська Влоцлавського повіту Куявсько-Поморського воєводства.
Населення — 261 особа (2011).
У 1975-1998 роках село належало до Влоцлавського воєводства.

## Демографія
Демографічна структура станом на 31 березня 2011 року:
|          | Загалом | Допрацездатний вік | Працездатний вік | Постпрацездатний вік |
| -------- | ------- | ------------------ | ---------------- | -------------------- |
| Чоловіки | 133     | 30                 | 91               | 12                   |
| Жінки    | 128     | 34                 | 66               | 28                   |
| Разом    | 261     | 64                 | 157              | 40                   |